# Marco Mattiucci
 (janvier 2021).
La mise en forme du texte ne suit pas les recommandations de Wikipédia : il faut le « wikifier ».
Les points d'amélioration suivants sont les cas les plus fréquents :
- Les titres sont pré-formatés par le logiciel. Ils ne sont ni en capitales, ni en gras.
- Le texte ne doit pas être écrit en capitales (les noms de famille non plus), ni en gras, ni en italique, ni en « petit »…
- Le gras n'est utilisé que pour surligner le titre de l'article dans l'introduction, une seule fois.
- L'italique est rarement utilisé : mots en langue étrangère, titres d'œuvres, noms de bateaux, etc.
- Les citations ne sont pas en italique mais en corps de texte normal. Elles sont entourées par des guillemets français : « et ».
- Les listes à puces sont à éviter, des paragraphes rédigés étant largement préférés. Les tableaux sont à réserver à la présentation de données structurées (résultats, etc.).
- Les appels de note de bas de page (petits chiffres en exposant, introduits par l'outil «  Source ») sont à placer entre la fin de phrase et le point final[comme ça].
- Les liens internes (vers d'autres articles de Wikipédia) sont à choisir avec parcimonie. Créez des liens vers des articles approfondissant le sujet. Les termes génériques sans rapport avec le sujet sont à éviter, ainsi que les répétitions de liens vers un même terme.
- Les liens externes sont à placer uniquement dans une section « Liens externes », à la fin de l'article. Ces liens sont à choisir avec parcimonie suivant les règles définies. Si un lien sert de source à l'article, son insertion dans le texte est à faire par les notes de bas de page.
- La présentation des références doit suivre les conventions bibliographiques. Il est recommandé d'utiliser les modèles {{Ouvrage}}, {{Chapitre}}, {{Article}}, {{Lien web}} et/ou {{Bibliographie}}. Le mode d'édition visuel peut mettre en forme automatiquement les références.
- Insérer une infobox (cadre d'informations à droite) n'est pas obligatoire pour parachever la mise en page.

Pour une aide détaillée, merci de consulter Aide:Wikification.
Si vous pensez que ces points ont été résolus, vous pouvez retirer ce bandeau et améliorer la mise en forme d'un autre article.
Marco Mattiucci (Osimo, 1968 - Sarno, 5 mai 1998) était membre du Service national des incendies italien et récipiendaire de la médaille d'or de la vaillance civile.

## Biographie
Ancien élève de l'école militaire Nunziatella de Naples (années 1983-86), surnommé Matteo et connu pour être le directeur de la chorale des étudiants, il y a étudié avec Francesco Forlani, Antonio Mele, Ferdinando Scala, Valerio Gildoni et Antonio De Crescentiis. Il était diplômé en droit lorsqu'il a choisi d'exécuter l'année de la conscription comme bénévole au Service national des incendies, auquel il s'est joint le 20 octobre 1997. Après six mois de formation dans les écoles centrales, il est affecté au commandement de Salerne.
Dans ce rôle, il s'est précipité avec son équipe pour venir en aide aux populations de Sarno et d'Episcopio touchées par l'inondation catastrophique du 5 mai 1998. Il était engagé avec son véhicule dans l'évacuation de certaines personnes lorsqu'il a reçu l'ordre de retrait, consécutif à l'aggravation des risques de glissement de terrain de la zone où il se trouvait.
Cependant, il a refusé de quitter les lieux et est allé à la rescousse de certaines personnes, dont un enfant, dont il avait repris le poste et a réussi à les sauver. Peu de temps après, toujours engagé dans le sauvetage, il a été emporté par le glissement de terrain avec son véhicule et a été tué,.
Le 4 mai 1999, il a reçu la médaille d'or de la vaillance civile.
La ville de Salerne a décidé d'honorer sa mémoire en consacrant une rue et un pont, dans le quartier du parc Pinocchio, la municipalité de Sarno lui a dédié le Centre polyvalent de la protection civile et le Corps national des pompiers italien a donné son nom à la caserne de Salerne.

## Prix
Médaille d'or de la vaillance civile
« À l'occasion d'un glissement de terrain catastrophique qui a balayé la ville, elle a évacué avec une impulsion généreuse de nombreux habitants des maisons envahies par l'eau et les débris et a sauvé un enfant en danger. Avec une détermination tenace et courageuse, bien que conscient du danger extrême imminent, il a poursuivi les opérations de sauvetage à bord de son véhicule, mais a été frappé par une soudaine vague de boue, étant mortellement blessé dans la cabine du véhicule percuté un arbre. Splendide exemple de vertus civiques élues et d'un sens du devoir très élevé ».